# Xederra
Xederra is een geslacht van rechtvleugeligen uit de familie sabelsprinkhanen (Tettigoniidae). De wetenschappelijke naam van dit geslacht is voor het eerst geldig gepubliceerd in 1938 door Ander.

## Soorten
Het geslacht Xederra omvat de volgende soorten:
- Xederra barbarae Rentz, 1985
- Xederra charactus Rentz, 1985
- Xederra chthonius Rentz, 1985
- Xederra gwynnei Rentz, 1985
- Xederra plicatus Rentz, 1985
- Xederra squamiger Ander, 1938